# なかえよしを
なかえよしを（1940年7月27日 - ）は、日本の児童文学作家、絵本作家。本名・中江嘉男。
兵庫県神戸市生まれ。日本大学芸術学部卒。広告デザイナーをへて、妻の上野紀子の絵、中江の文で「ねずみくん」シリーズのほか多くの絵本を刊行。1973年、国際青年美術家展外務大臣賞受賞。1974年『ねずみくんのチョッキ』で講談社出版文化賞、1987年『いたずらララちゃん』で絵本にっぽん賞、2005年上野とともに巖谷小波文芸賞受賞。

## 著書
（上野との共著以外）
- 『えんとつのないきかんしゃ』やざわたかつぐ絵 ポプラ社 1977
- 『ぼくがいじわるゴリスケとなかよしになったおはなし』偕成社 1977
- 『まじょとタイムマシン』おおくぼひろあき絵 金の星社 1991
- 『ゆうたくんとしょうぼうしゃ』大久保宏昭絵 教育画劇 1994
- 『まほうつかいラビちゃん』奥谷敏彦絵 学習研究社 2000

『まほうつかいラビちゃん ラビちゃんこうえんにいく』奥谷敏彦絵 学習研究社 2001
『まほうつかいラビちゃん ラビちゃんサーカスへいく』奥谷敏彦絵 学習研究社 2002
- 『ダッくんお花ばたけへいく』山崎ゆきこ絵 ポプラ社 2002